# Dok nitko ne gleda (1992.)
Dok nitko ne gleda je hrvatski dugometražni film iz 1992. godine.